# 徐州高新技术产业开发区
徐州高新技术产业开发区位于江苏省徐州市南部，创建1992年。1993年，江苏省人民政府列为省级经济开发区。2012年8月，经中国国务院批准升级为国家高新技术产业开发区的高新区，面积为200平方公里。辖区以江苏省徐州高新技术产业开发区之名列为铜山区的一个类似乡级单位。
行政上由开发区党工委、管委会进行管理，享有市级经济管理权限。党工委、管委会为中共徐州市委、市政府的派出机构，归中共铜山区委、区政府管理。下设18个部门机构、2个直属企业。管辖两个街道办事处、两个乡镇。

## 经济情况
- 1993年：经江苏省人民政府批准，成立徐州高新技术产业开发区。
- 2012年8月：经国务院批准，徐州经济技术开发区升级为国家高新技术产业开发区[4]。